# Джуниор Пиус
Джуниор Удеме Пиус (на английски: Júnior Udeme Pius) е нигерийски футболист, който играе на поста централен защитник. Състезател на Ботошани.

## Кариера
Пиус е юноша на португалския Порто. В кариерата си защитникът е играл още за португалските Авеш, Тондела, Пасош Ферейра, както и за белгийските Сент Трюиден и Антверп.

## Успехи
Пасош Ферейра
- Лига де Онра (1): 2018/19

 Антверп
- Купа на Белгия (1): 2020